# Sincere-Cup 2016
Der Sincere-Cup 2016 für Frauenfußballnationalteams fand zwischen dem 20. und 24. Oktober 2016 in der chinesischen Stadt Yongchuan statt und wurde vom Ausrichter gewonnen. Austragungsstätte war das Yongchuan Sport Center. Es nahm keine Mannschaft aus den Top 10 der FIFA-Weltrangliste teil. Erstmals nahmen Dänemark, Island und Usbekistan teil. Es war das zweite Vier-Nationenturnier des Jahres in der Volksrepublik. Bereits im Januar hatte ein Turnier in Shenzhen stattgefunden, das ebenfalls von den Chinesinnen gewonnen wurde.

## Spielergebnisse
| Pl. | Land       | Sp. | S | U | N | Tore    | Diff. | Punkte |
| --- | ---------- | --- | - | - | - | ------- | ----- | ------ |
| 1.  | China      | 3   | 2 | 1 | 0 | 007:300 | +4    | 07     |
| 2.  | Dänemark   | 3   | 2 | 0 | 1 | 003:200 | +1    | 06     |
| 3.  | Island     | 3   | 1 | 1 | 1 | 003:300 | ±0    | 04     |
| 4.  | Usbekistan | 3   | 0 | 0 | 3 | 002:700 | −5    | 0      |

|                  |   |            |     |
| 20. Oktober 2016 |   |            |     |
| China            | – | Island     | 2:2 |
| Dänemark         | – | Usbekistan | 2:1 |
| 22. Oktober 2016 |   |            |     |
| China            | – | Usbekistan | 4:1 |
| Dänemark         | – | Island     | 1:0 |
| 24. Oktober 2016 |   |            |     |
| China            | – | Dänemark   | 1:0 |
| Island           | – | Usbekistan | 1:0 |

## Torschützinnen
1. Yang Li (CHN) – 4 Tore
2. Wang Shuang (CHN), Fanndís Friðriksdóttir (ISL), Lianna Narbekova (USB) – je 2 Tore
3. Ren Guixin (CHN), Stine Larsen, Johanna Rasmussen, Sanne Troelsgaard (DEN), Katrín Ásbjörnsdóttir (ISL) – je 1 Tor